# Ґері Тобіан
Ґері Тобіан (англ. Gary Tobian, 14 серпня 1935) — американський стрибун у воду.
Олімпійський чемпіон 1960 року, срібний медаліст 1956 року.